# Libnotes quinquecostata
Libnotes quinquecostata är en tvåvingeart som först beskrevs av Alexander 1936.  Libnotes quinquecostata ingår i släktet Libnotes och familjen småharkrankar. Inga underarter finns listade i Catalogue of Life.